# Liste der olympischen Medaillengewinner aus Bahrain
Das Nationale Olympische Komitee Al-Ladschna al-ulimbiyya al-bahrainiyya wurde 1978 gegründet und 1979 vom Internationalen Olympischen Komitee aufgenommen.

## Medaillenbilanz
Bislang konnten sechs Sportlerinnen und zwei Sportler aus Bahrain acht olympische Medaillen erkämpfen (4 × Gold, 3 × Silber und 1 × Bronze).
| Bahrain bei den Olympischen Sommerspielen                                      | Bahrain bei den Olympischen Sommerspielen | Bahrain bei den Olympischen Sommerspielen | Bahrain bei den Olympischen Sommerspielen | Bahrain bei den Olympischen Sommerspielen | Bahrain bei den Olympischen Sommerspielen |      | Bahrain bei den Olympischen Winterspielen | Bahrain bei den Olympischen Winterspielen | Bahrain bei den Olympischen Winterspielen | Bahrain bei den Olympischen Winterspielen | Bahrain bei den Olympischen Winterspielen | Bahrain bei den Olympischen Winterspielen |
| Jahr                                                                           | Gold                                      | Silber                                    | Bronze                                    | Gesamt                                    | Rang                                      | Jahr | Gold                                      | Silber                                    | Bronze                                    | Gesamt                                    | Rang                                      |                                           |
| 1984                                                                           | 0                                         | 0                                         | 0                                         | 0                                         | 0                                         |      | 1984                                      | –                                         | –                                         | –                                         | –                                         | –                                         |
| 1988                                                                           | 0                                         | 0                                         | 0                                         | 0                                         | 0                                         |      | 1988                                      | –                                         | –                                         | –                                         | –                                         | –                                         |
| 1992                                                                           | 0                                         | 0                                         | 0                                         | 0                                         | 0                                         |      | 1992                                      | –                                         | –                                         | –                                         | –                                         | –                                         |
| 1996                                                                           | 0                                         | 0                                         | 0                                         | 0                                         | 0                                         |      | 1994                                      | –                                         | –                                         | –                                         | –                                         | –                                         |
| 2000                                                                           | 0                                         | 0                                         | 0                                         | 0                                         | 0                                         |      | 1998                                      | –                                         | –                                         | –                                         | –                                         | –                                         |
| 2004                                                                           | 0                                         | 0                                         | 0                                         | 0                                         | 0                                         |      | 2002                                      | –                                         | –                                         | –                                         | –                                         | –                                         |
| 2008                                                                           | 0                                         | 0                                         | 0                                         | 0                                         | 0                                         |      | 2006                                      | –                                         | –                                         | –                                         | –                                         | –                                         |
| 2012                                                                           | 1                                         | 0                                         | 0                                         | 1                                         | 50                                        |      | 2010                                      | –                                         | –                                         | –                                         | –                                         | –                                         |
| 2016                                                                           | 1                                         | 1                                         | 0                                         | 2                                         | 48                                        |      | 2014                                      | –                                         | –                                         | –                                         | –                                         | –                                         |
| 2020                                                                           | 0                                         | 1                                         | 0                                         | 1                                         | 77                                        |      | 2018                                      | –                                         | –                                         | –                                         | –                                         | –                                         |
| 2024                                                                           | 2                                         | 1                                         | 1                                         | 4                                         | 33                                        |      | 2022                                      | –                                         | –                                         | –                                         | –                                         | –                                         |
| Gesamt                                                                         | 4                                         | 3                                         | 1                                         | 8                                         |                                           |      | Gesamt                                    | 0                                         | 0                                         | 0                                         | 0                                         |                                           |
| \| \| Gold \| Silber \| Bronze \| Gesamt \| \| Ges. S+W \| 4 \| 3 \| 1 \| 8 \| |                                           |                                           |                                           |                                           |                                           |      |                                           |                                           |                                           |                                           |                                           |                                           |
|                                                                                | Gold                                      | Silber                                    | Bronze                                    | Gesamt                                    |                                           |      |                                           |                                           |                                           |                                           |                                           |                                           |
| Ges. S+W                                                                       | 4                                         | 3                                         | 1                                         | 8                                         |                                           |      |                                           |                                           |                                           |                                           |                                           |                                           |

## Medaillengewinner
| Name                | Sportart       | Jahr                | Disziplin                      | Gold | Silber | Bronze | Gesamt |
| ------------------- | -------------- | ------------------- | ------------------------------ | ---- | ------ | ------ | ------ |
| Kalkidan Gezahegne  | Leichtathletik | 2020 Tokio          | 10.000 Meter, Frauen           | –    | 1      | –      | 1      |
| Maryam Yusuf Jamal  | Leichtathletik | 2012 London         | 1500 Meter, Frauen             | 1    | –      | –      | 1      |
| Ruth Jebet          | Leichtathletik | 2016 Rio de Janeiro | 3000 Meter Hindernis, Frauen   | 1    | –      | –      | 1      |
| Eunice Kirwa        | Leichtathletik | 2016 Rio de Janeiro | Marathon, Frauen               | –    | 1      | –      | 1      |
| Gor Minaswan        | Gewichtheben   | 2024 Paris          | Superschwergewicht, Männer     | –    | –      | 1      | 1      |
| Salwa Eid Naser     | Leichtathletik | 2024 Paris          | 400 Meter, Frauen              | –    | 1      | –      | 1      |
| Akhmed Tazhudinov   | Ringen         | 2024 Paris          | Freistil Schwergewicht, Männer | 1    | –      | –      | 1      |
| Winfred Mutile Yavi | Leichtathletik | 2024 Paris          | 3000 Meter Hindernis, Frauen   | 1    | –      | –      | 1      |